# Pierangelo Valtinoni

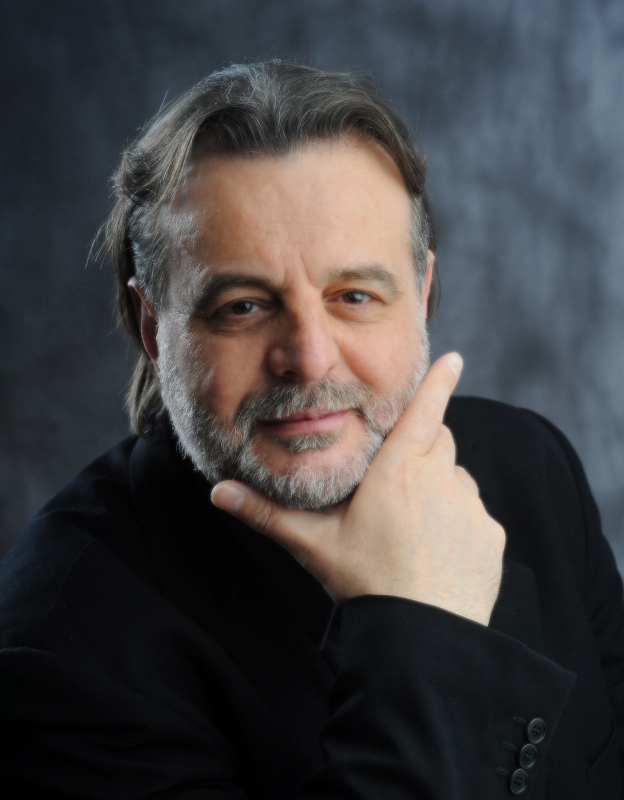
Pierangelo Valtinoni, 2014

Pierangelo Valtinoni (geboren 11. Januar 1959 in Montecchio Maggiore) ist ein italienischer Komponist, Musikwissenschaftler und Dirigent.

## Leben und Werk
Der aus der Provinz Vicenza stammende Valtinoni studierte zunächst Orgel und Orgelkomposition am Konservatorium „Giovanni Battista Martini“ in Bologna. Anschließend besuchte er das Konservatorium „Benedetto Marcello“ in Venedig, um dort Chormusik und Chorleitung zu studieren. Seine Studien schloss er am Konservatorium „Cesare Pollini“ in Padua für Komposition und in Conegliano am Institut für Musik in Orchesterleitung ab.
Seine musikalische Karriere begann er als Organist und Chorleiter. Er trat international als Organist sowie als Dirigent mit dem Ensemble Paralleli aus Vicenza und dem Ensemble Ikarus aus Reggio Emilia auf. Er arbeitete unter anderem mit der Komischen Oper Berlin und dem Opernhaus Zürich zusammen.
Pierangelo Valtinoni ist in Deutschland vor allem durch seine Kompositionen von Opern für Kinder bekannt geworden, darunter Pinocchio, Die Schneekönigin, Der Zauberer von Oz, Alice im Wunderland, Die erste Reise um die Welt und Der kleine Prinz, deren Libretti von Paolo Madron verfasst wurden.

## Preise und Auszeichnungen
- 2006: Beste Komposition, 60. Nationales Festival für Dramatische Kunst in Pesaro
- 2014: ASAC Award für Chormusik
- 2017: Accademico Olimpico der Accademia Olimpica
- 2019: Cittadino Benemerit (Ehrenbürger) seiner Heimatgemeinde Montecchio Maggiore